# Manuel Ignacio Galíndez Zabala
Manuel Ignacio Galíndez Zabala (Bilbao, 8 de junio de 1892-Madrid, 29 de mayo de 1980) fue un arquitecto español. Se considera un precursor de la arquitectura racionalista y modernista. Desarrolla su trabajo en su ciudad natal con obras como La Equitativa en la Alameda de Mazarredo (1934) y en Madrid  con el edificio del Banco de Vizcaya en la calle de Alcalá.

## Trayectoria
Se licenció en la Escuela Técnica Superior de Arquitectura de Madrid en 1918. Fue contemporáneo y compañero de Luis Blanco Soler y Fernando Arzadun Ibarraran.
Durante sus años de formación, compagina sus estudios con la práctica del fútbol, entonces un deporte no profesional, jugando en el Athletic de Madrid durante dos temporadas.
En su carrera profesional de arquitecto proyectó y construyó edificios para instituciones bancarias como el Edificio del Banco de Vizcaya en Madrid, para aseguradoras como el Edificio La Equitativa en Bilbao, ejemplos de las dos ciudades que tienen una buena representación de su obra construida. Estas obras reflejan las influencias de arquitectos que transitaban en el entorno de las arts and crafts como Edwin Lutyens, de la secesión vienesa como Jože Plečnik y Otto Wagner, por ejemplo en el Edificio del Banco de Vizcaya de Madrid, y en obras posteriores como el Edificio de la Aurora de Bilbao las influencias del edificio Looshaus de Adolf Loos.
La obra de Galíndez ha sido estudiada en numerosos artículos de investigación y libros, tanto de forma global en el trabajo del arquitecto como de forma individualizada estudiando cada uno de sus edificios, especialmente el edificio del banco de Vizcaya y el Aurora de Bilbao. Su obra es reivindicada también en actividades de difusión, conferencias y exposiciones como la desarrollada desde el 27 de enero al 17 de febrero en la sala Fernando García Mercadal de la sede del Colegio Oficial de Arquitectos de Madrid.

## Obras seleccionadas
- 1930 Edificio del Banco de Vizcaya en la Calle de Alcalá 45 de Madrid.
- Edificio Castellana 20 en Madrid
- 1932 Edificio La Equitativa en Bilbao
- 1935 Edificio La Aurora en Bilbao[3]

## Galería

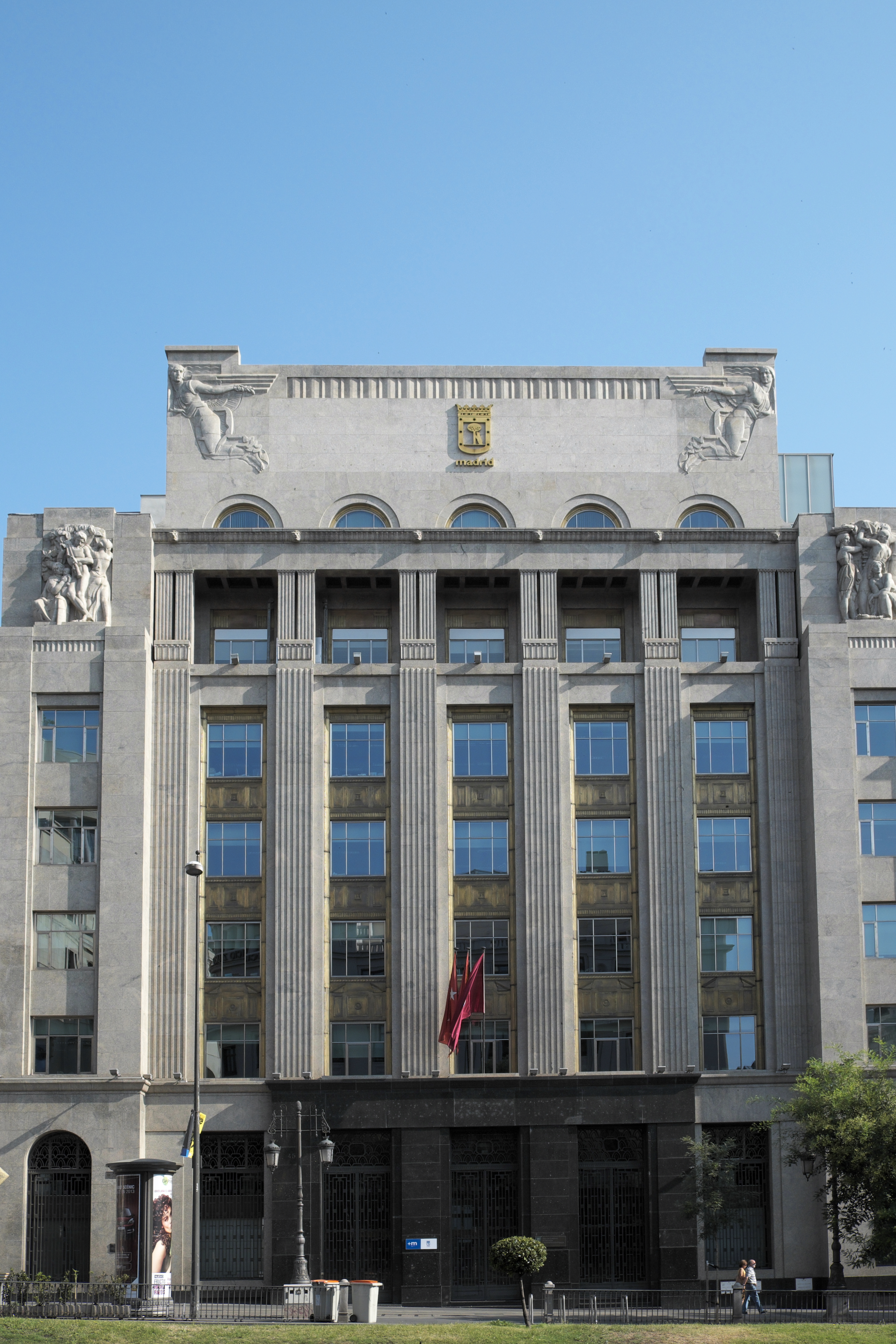
Edificio del Banco de Vizcaya
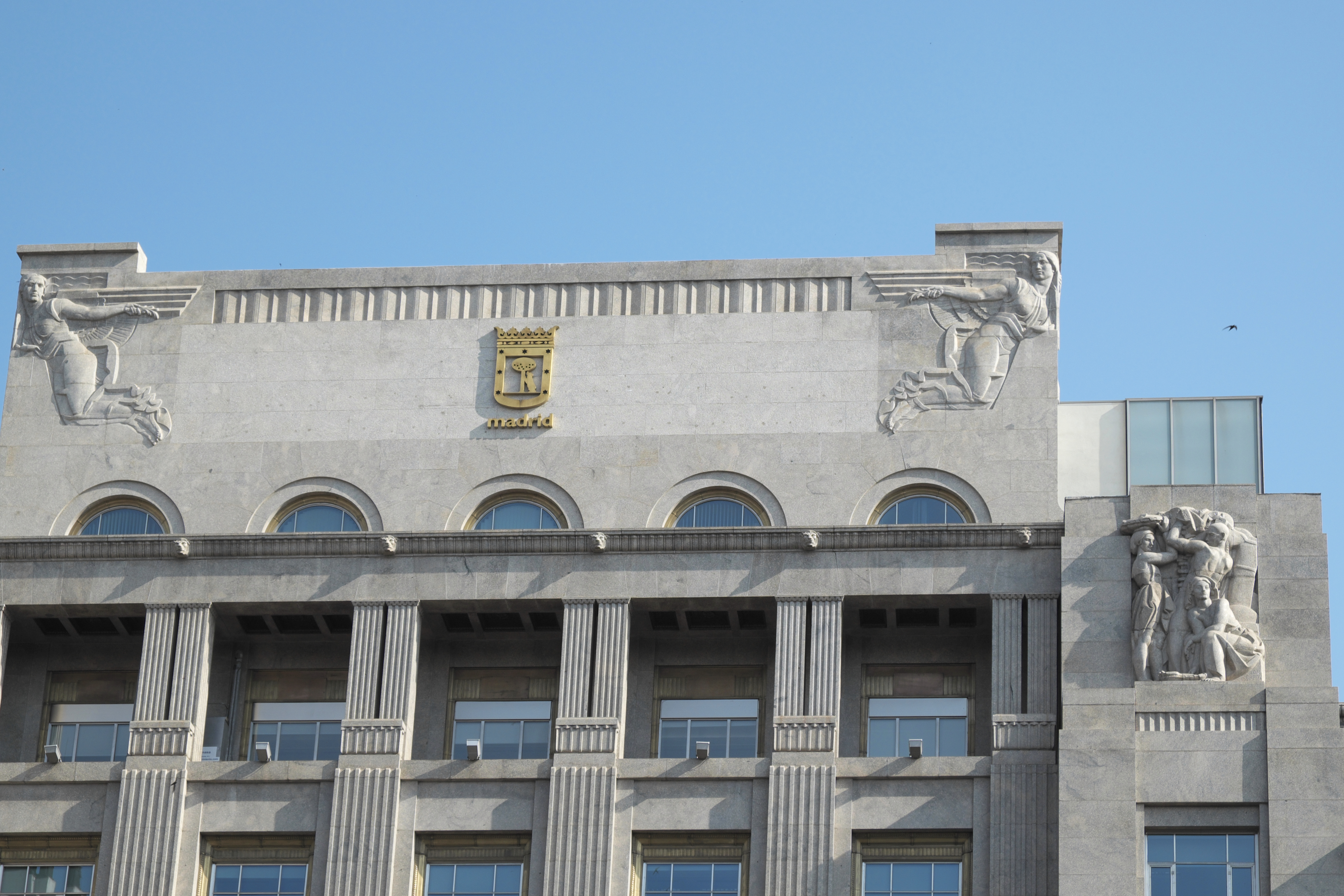
Edificio del Banco de Vizcaya
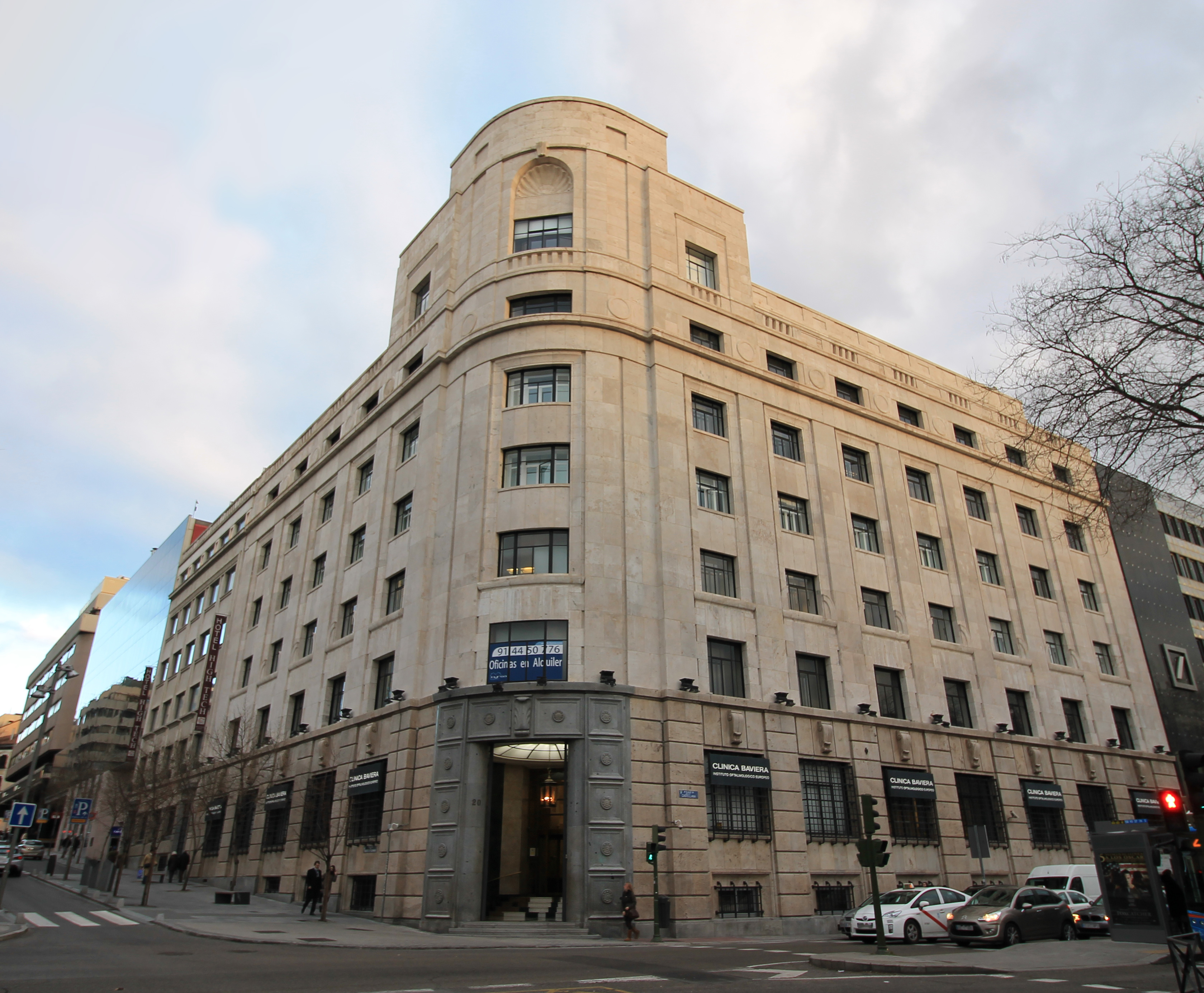
Pº Castellana 20 (Madrid)
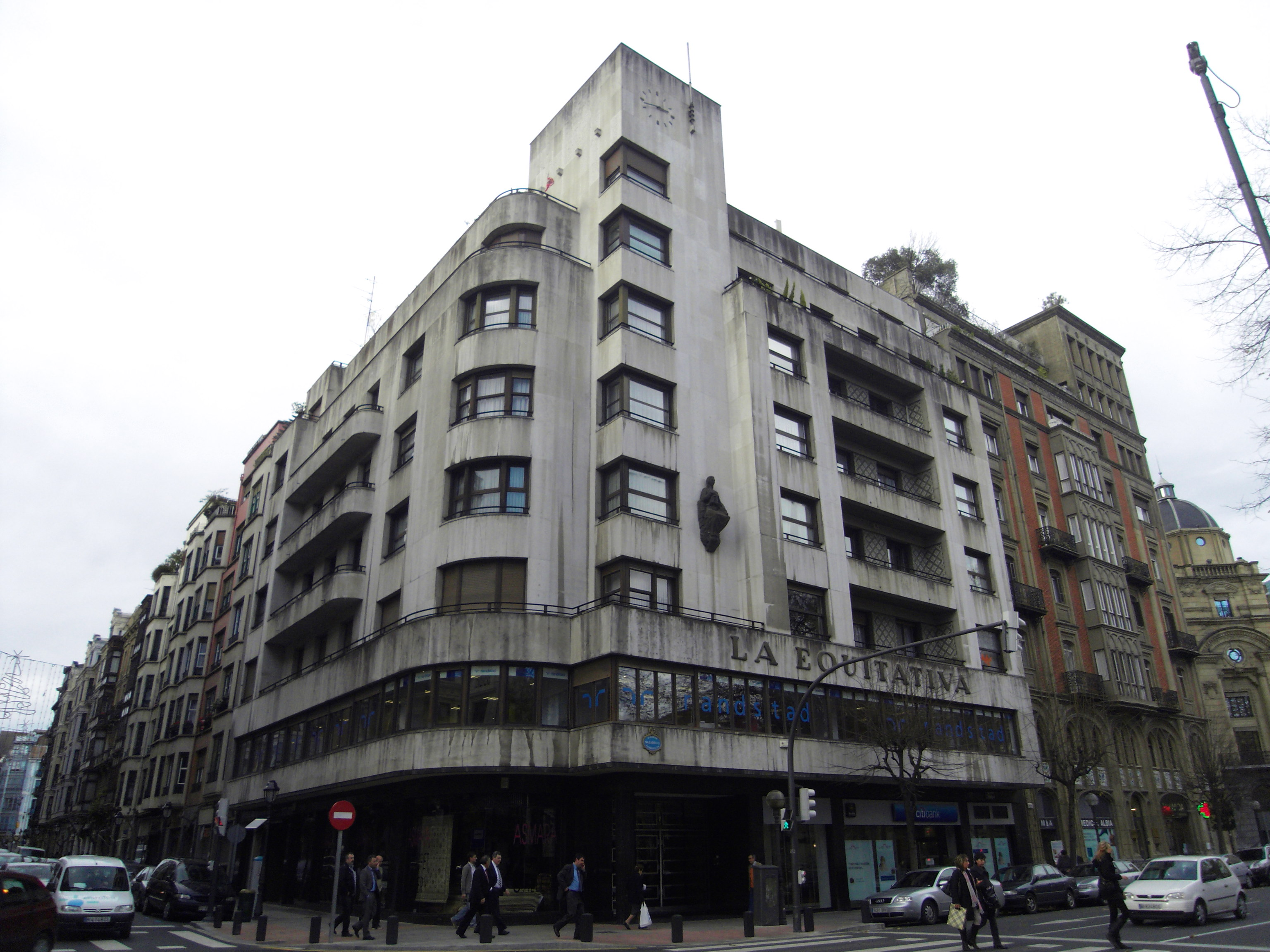
La Equitativa, Bilbao
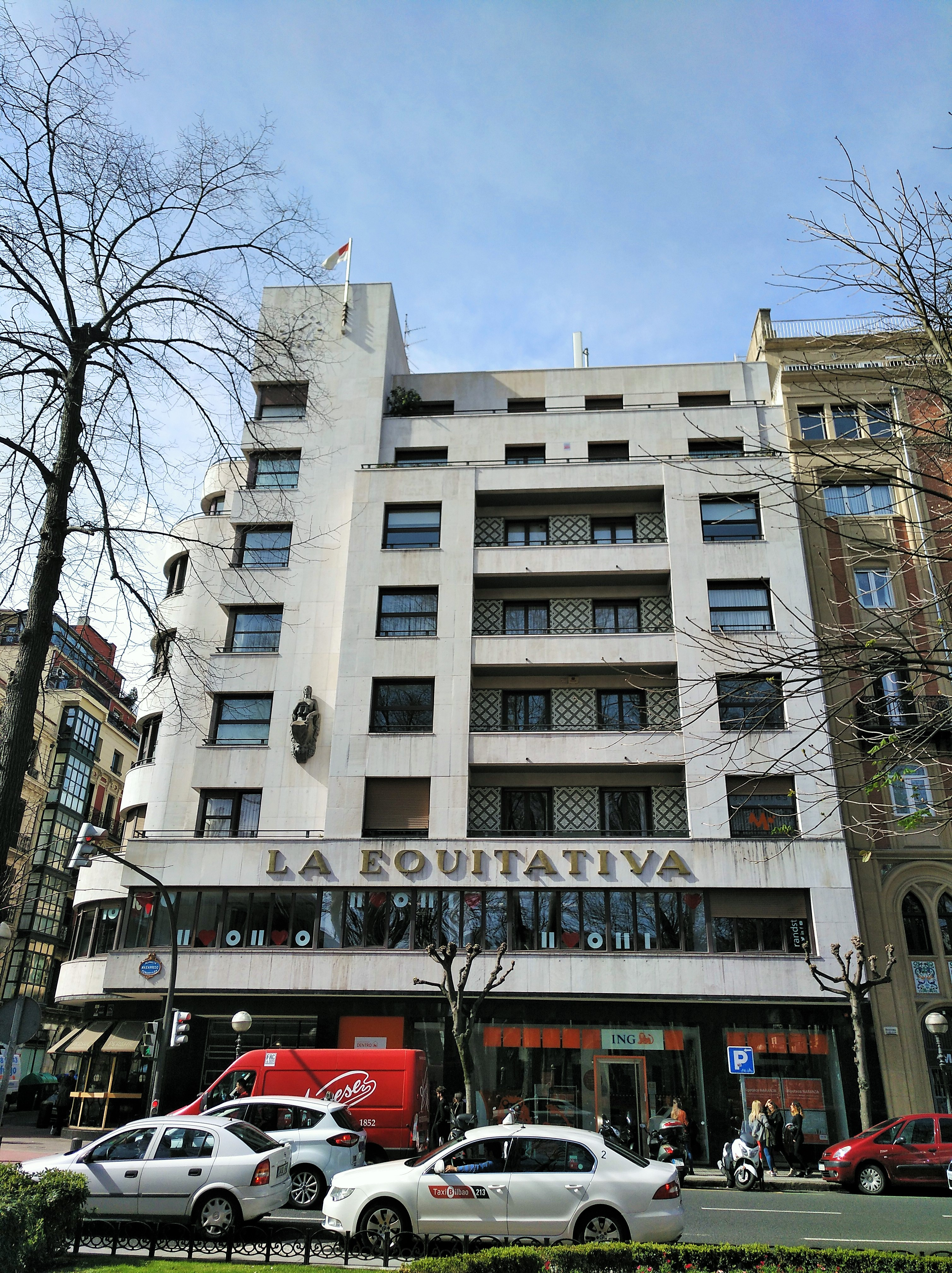
La Equitativa, Bilbao
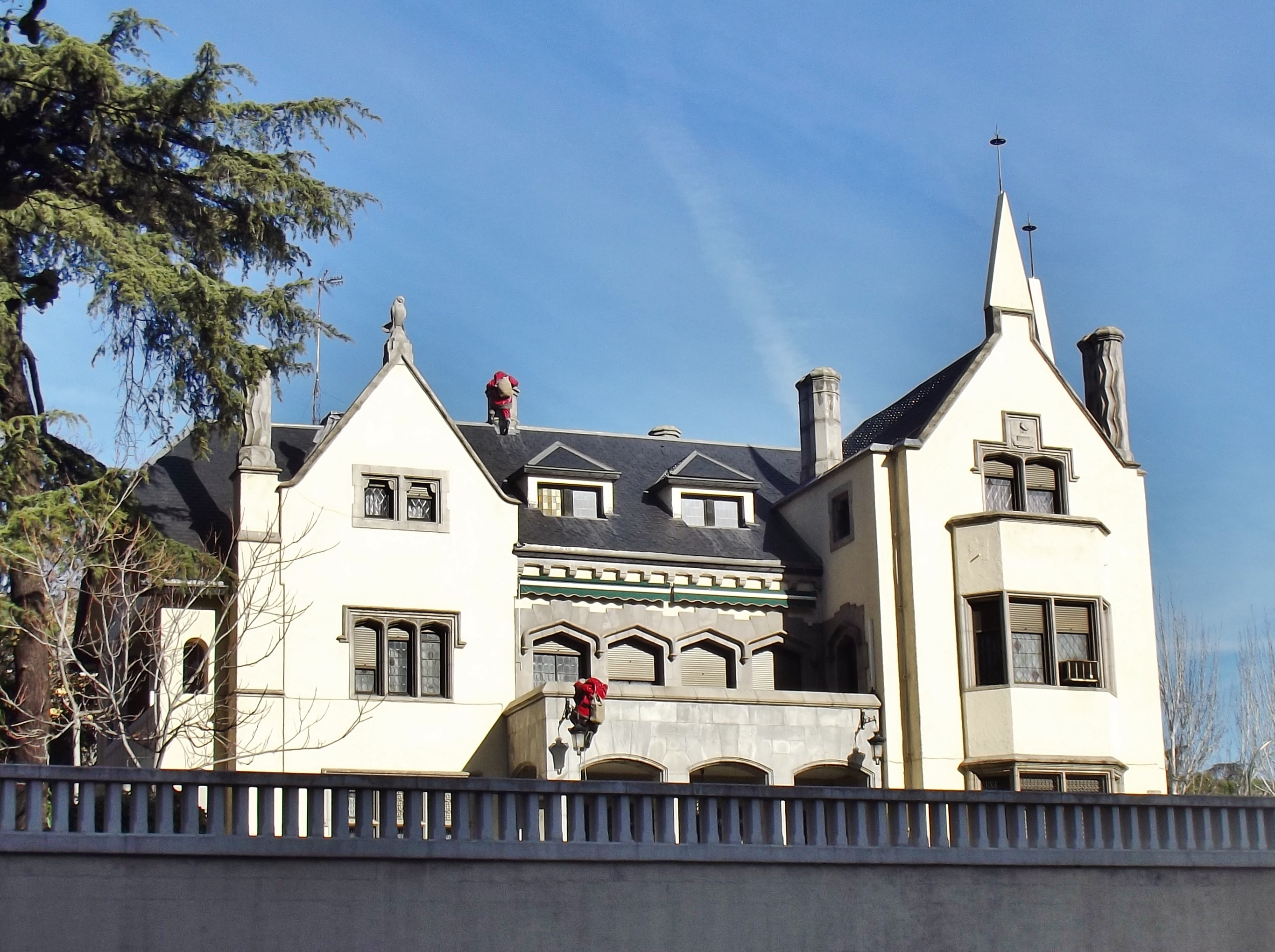
Villa Thiebaut, Madrid, María de Molina 17
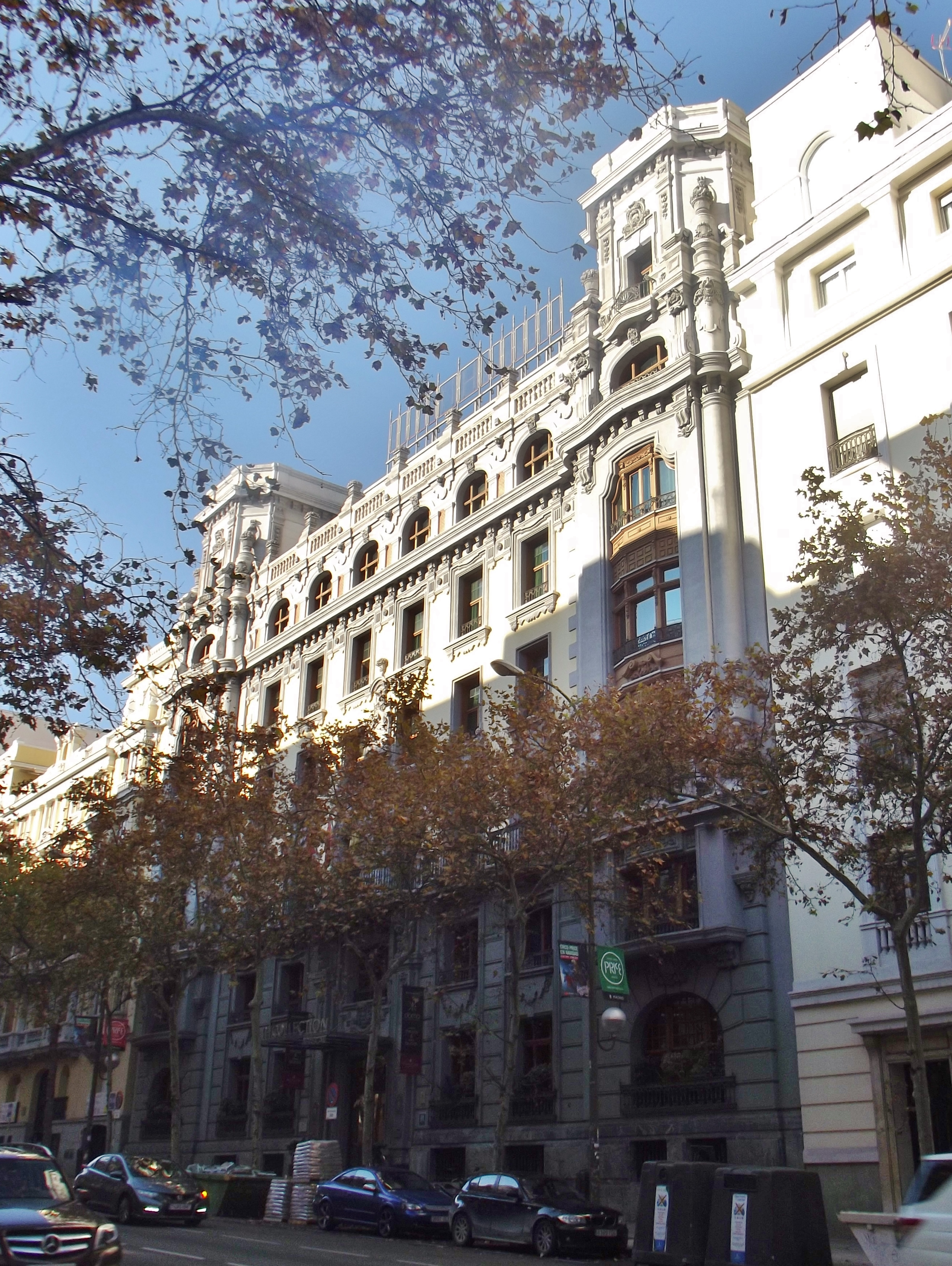
Hotel NH Abascal, Madrid